# Wiglaf
Wiglaf (... – 839) fu re di Mercia dall'827 all'829 e poi, di nuovo, dall'830 alla sua morte.
Le origini di Wiglaf sono però incerte: gli anni intorno all'820 furono un periodo di conflitti dinastici in Mercia e la genealogia di molti sovrani del tempo è sconosciuta. Wigstan, suo nipote, fu in seguito ricordato come un discendente di Penda di Mercia, quindi è possibile che Wiglaf fosse effettivamente discendente di Penda, uno dei più potenti re della Mercia del settimo secolo.
Wiglaf successe a Ludeca, che fu ucciso combattendo contro l'East Anglia. Il suo primo periodo al potere coincise con la crescita continua del regno rivale del Wessex, governato da re Egbert. Egbert spodestò Wiglaf nell'829 e governò in prima persona la Mercia per un anno. Wiglaf però recuperò il trono l'anno successivo, probabilmente con la forza, sebbene sia anche possibile che Wiglaf fosse rimasto sottomesso all'autorità di Egbert. La Mercia non recuperò mai i regni del sud-est, ma il Berkshire e forse anche l'Essex tornarono sotto il controllo merciano. Le cause di queste alterne fortune della Mercia e del Wessex sono oggetto di discussione, ma è possibile che l'influenza carolingia avesse prima favorito l'ascesa di Egbert, poi la restaurazione merciana. Sebbene Wiglaf appaia come colui che riconquistò l'indipendenza della Mercia, la sua restaurazione ebbe vita breve, e più tardi in quello stesso secolo la Mercia fu divisa tra il regno del Wessex ed i Vichinghi. Wiglaf morì nell'839 e a succedergli al trono fu Beorhtwulf, sebbene parte della tradizione asserisca che fu suo figlio, Wigmund, a succedergli per un breve periodo. Oggi Wiglaf è sepolto a Repton, vicino Derby.

## Contesto storico
La Mercia fu il regno anglo-sassone più potente per buona parte dell'VIII secolo, con Offa, che morì nel 796, che fu il re più potente dell'epoca. Coenwulf, che ascese al trono di Mercia poco dopo la morte di Offa, fu capace di mantenere l'influenza della Mercia sui regni del Kent, dell'East Anglia e dell'Essex, e compì inoltre frequenti incursioni attraverso il Vallo di Offa verso i territori oggi noti come Galles. Ad ogni modo la morte di Coenwulf, nell'821, segno l'inizio di un periodo durante il quale l'intera mappa politica dell'Inghilterra fu ridisegnata. Sebbene alcune fonti dell'undicesimo secolo affermino che il figlio di Coenwulf, Cynehelm, successe per un breve periodo al padre, è più probabile che Ceolwulf I, fratello di Coenwulf, divenne il nuovo re. Questi regnò solo per due anni prima di essere deposto.
Il nuovo re, Beornwulf, era di ascendenza sconosciuta, sebbene è stato in seguito ipotizzato, sulla base della comune lettera iniziale "B", che fosse in qualche modo legato ai successivi re Beorhtwulf e Burgred. Fu probabilmente Beornwulf colui la cui vittoria contro il regno di Powys e la distruzione della fortezza di Deganwy sono ricordati in una cronaca gallese, il Brut y Tywysogion, nell'823, ed è chiaro che la Mercia all'epoca era ancora una formidabile potenza militare. Comunque, nell'825 Beornwulf fu definitivamente sconfitto da Egbert del Wessex nella battaglia di Ellandun, e morì l'anno successivo durante la fallimentare invasione dell'East Anglia. Il suo successore, Ludeca, di lignaggio ignoto, invase anch'egli l'East Anglia, e come il suo predecessore morì ivi combattendo nell'827. Queste sconfitte, avvenute in rapida successione, probabilmente peggiorarono le contese dinastiche per la conquista del regno in Mercia. Al di fuori della Mercia, il potere del regno del Wessex, a sud, era forte e crebbe quando Wiglaf ascese al trono di Mercia.

## Biografia

### Ascendenza
L'ascendenza di Wiglaf non è nota con certezza. Esistono due principali teorie riguardanti l'ascendenza dei re merciani del periodo. Una è quella secondo cui discendenti di rami differenti della famiglia reale competerono per il trono. Attorno alla metà del VII secolo, ad esempio, Penda aveva posto alcuni suoi parenti al comando delle province conquistate. Un Wigheard, il quale firmò alcuni fuero verso la fine del VII secolo, era probabilmente un membro di questa famiglia. L'altra teoria è quella secondo cui un certo numero di gruppi familiari che disponevano di un potere locale si ritrovarono a combattere per la successione. I sottoregni del Hwicce, il Tomsæte e il non meglio identificato Gaini sono esempi di questi poteri locali. Anche le alleanze mediante matrimonio potrebbero aver giocato un ruolo fondamentale. I signori più influenti, chiamati nei documenti dux o princeps (ossia, leader) potrebbero dunque aver favorito l'ascesa dei re. Seguendo questa teoria, i sovrani della Mercia non erano considerati null'altro che i leader della nobiltà.
Una tradizione medievale conservata a Evesham annota che il nipote di Wiglaf, Wigstan, era un discendente di Coenred, che era a sua volta nipote di Penda. I nonni di Wigstan erano Wiglaf e Ceolwulf I; la tradizione si può interpretare in maniera tale da considerare Wiglaf discendente di Penda, ma c'è anche la possibilità che fosse la moglie di Wiglaf, Cynethryth, a discendere da Penda. Il nome Cynethryth è conosciuto grazie a due documenti di Wiglaf, risalenti al 831 e all'836, e la storica Pauline Stafford annota che il suo nome "sembra risalire alla gente di Coenwulf o addirittura a un ramo anteriore della famiglia reale", ma come con lo stesso Wiglaf, non esiste alcuna certezza sulla sua ascendenza. Un differente collegamento è menzionato nell'opera medievale Vita di San Wigstan, che asserisce che le famiglie B e W (con riferimento all'iniziale dei nomi) erano imparentate.
La lista dei discendenti conosciuti di Wiglaf comprende suo figlio, è Wigmund, e suo nipote, Wigstan, i quali condividono la forma "Wig-" all'inizio del nome; i nomi di famiglia con allitterazione sono frequenti nelle dinastie anglosassoni e si è spesso supposto potessero in qualche modo indicare parentele. Un altro possibile discendente di Wiglaf fu l'ultimo re di Mercia, Ceolwulf II. Un gran numero di duchi o prefetti, gli ealdormen, aventi nomi simili, sono stati trovati in documenti merciani dell'VIII e IX secolo, fra i quali sono compresi Wigbald, Wigberht, Wigcga, Wigferth e Wigheard, ma non c'è alcuna prova che questi nobili fossero imparentati a parte la somiglianza dei nomi.

### Il primo regno e la sconfitta contro il Wessex

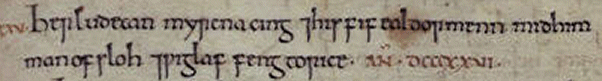
L'inizio del Manoscritto C della Cronaca anglosassone riportante l'ascesa al trono di Wiglaf

La Cronaca anglosassone riporta come data di ascesa al trono di Wiglaf l'827 (anche se erroneamente registrata nel testo sotto l'anno 825). L'iscrizione recita "Her Ludecan Myrcna cing 7 his fif ealdormenn mid him man ofsloh, 7 Wiglaf feng to rice", che significa "Qui Ludeca, re di Mercia, fu ucciso, e con lui i suoi cinque ealdorman, e Wiglaf gli successe al trono". Nell'829 Egbert del Wessex invase trionfalmente la Mercia e cacciò Wiglaf dal trono. L'immediata conseguenza della vittoria di Egbert ad Ellandun nell'825 contro Beornwulf era stata la fine del dominio della Mercia sui regni sud-orientali del Kent, del Sussex, dell'Essex e dell'East Anglia; le disastrose spedizioni di Beornwulf e Ludeca contro l'East Anglia nell'826 e nell'827 confermarono ulteriormente la cessazione della dominazione merciana su questi regni. La vittoria di Egbert su Wiglaf nell'829 gli permise di completare la conquista del sud dell'Inghilterra, ed Egbert ricevette l'atto di sottomissione di Eanred di Northumbria a Dore, nel confine settentrionale della Mercia, l'anno successivo. Questi fatti indussero l'anonimo autore della Cronaca anglosassone ad indicare Egbert come l'ottavo Bretwalda, o re di tutta l'Inghilterra.
Egbert mantenne il controllo del Wessex fino all'830. Rimase al potere abbastanza tempo da coniare monete (emesse a Londra) con la dicitura Rex M, ossia Rex Merciorum o Re di Mercia.

### Il secondo periodo al trono
La Cronaca anglosassone riporta che nell'830 Wiglaf ottenne di nuovo il regno di Mercia. Il ritorno al potere di Wiglaf è stato generalmente visto dagli storici come il momento chiave per indidcar ela fine del dominio di Egbert sulla Mercia. In particolare, lo storico Frank Stenton sostenne che, stando alle parole della Cronaca, fosse probabile che Wiglaf avesse recuperato il regno con la forza, e che se Egbert avesse ceduto il regno a Wiglaf di sua spontanea volontà, questo fatto sarebbe stato registrato. Un documento dell'836 è stato inoltre citato come prova del fatto che Wiglaf agisse all'epoca come un sovrano autonomo: in esso si parla di un concilio a Croft, nel Leicestershire, a cui presero parte l'Arcivescovo di Canterbury ed undici vescovi, inclusi alcuni provenienti dai territori sassoni occidentali. Wiglaf si riferisce ai membri dell'assemblea come ai "miei vescovi, comandanti e magistrati", mostrando che non solo aveva recuperato il controllo sui suoi territori, ma aveva anche una certa autorità sulla chiesa meridionale. È significativo che Wiglaf fosse ancora in grado di convocare un tale gruppo di alti dignitari: i sassoni occidentali, se anche in grado di farlo, non convocarono mai alcun concilio. È possibile che l'Essex, che era stato una dipendenza merciana, fosse tornato sotto il controllo della Mercia: un Re Sigeric dei sassoni orientali, descritto come ministro di Wiglaf, compariva infatti come testimone in alcuni documenti dell'Hertfordshire risalenti al periodo tra l'829 e l'837. Londra, dove Egbert apparentemente perse il controllo della zecca, rimase una città merciana anche durante e dopo il secondo regno di Wiglaf. Sembra che anche il Berkshire fosse tornato sotto il controllo merciano, sebbene è possibile che ciò non fosse accaduto durante il regno di Wiglaf. Forse più sorprendentemente, considerando la forza del Wessex, è il fatto che il territorio al largo del fiume Tamigi che aveva costituito il centro principale dei Gewisse (il popolo precurosere dello stato del Wessex sorto nel IX secolo) rimase stabilmente sotto il controllo merciano. Ad occidente, o Wiglaf o il suo successore, Beorhtwulf, ridusse i gallesi sotto il proprio controllo in una data precedente l'853, data in cui è attestata una loro ribellione contro la Mercia.
Un documento dell'831, anno che Wiglaf definisce "il primo anno del mio secondo regno", fu emesso a Wychbold, vicino a Droitwich: è significativo che Wiglaf non faccia alcun riferimento ad alcun dominio di Egbert in questo documento, emesso ad un anno dal suo ritorno al potere, e che riconosca la sua temporanea deposizione. In East Anglia, re Æthelstan coniò monete, forse già nell'827, ma più probabilmente nell'830 circa, dopo che l'influenza di Egbert era stata ridotta con il ritorno al potere di Wiglaf in Mercia. Questa dimostrazione di indipendenza da parte dell'East Anglia non è sorprendente, poiché probabilmente fu proprio Æthelstan il responsabile della sconfitta e della morte sia di Beornwulf che di Ludeca.
Sia l'improvvisa ascesa al potere del Wessex sul finire degli anni 820, che il successivo fallimento nel mantenere questo ruolo dominante, sono stati esaminati dagli storici cercandone le cause soggiacenti. Le innumerevoli lotte dinastiche sono state viste come la causa del collasso merciano; gli anni 820 furono sicuramente anni di instabilità per la dinastia reale. La mancanza di informazioni dettagliate sull'amministrazione merciana e su quella del Wessex rendono altre possibili teorie difficili da valutare: per esempio è stato suggerito che i sassoni occidentali avessero un sistema tributario stabile che contribuì al loro successo, o che la popolazione mista britanna e sassone del Wessex, le frontiere naturali e la presenza di amministratori capaci fossero stati fattori chiave.
Un'altra possibile spiegazione per gli eventi di quegli anni è che le fortune del Wessex fossero in qualche misura dipendenti dall'appoggio Carolingio. le reti commerciali renane e franche collassarono ad un certo punto tra gli anni 820 ed 830, ed in aggiunta una nel febbraio 830 scoppiò una ribellione contro Ludovico il Pio, la prima di una lunga serie di conflitti interni che durano fino ed oltre gli anni 830. Questi fattori potrebbero aver ridotto la capacità di Ludovico di intervenire a supporto di Egbert. In questo modo, la fine dell'influenza dei Franchi avrebbe lasciato l'East Anglia, la Mercia e il Wessex nella posizione di dover trovare un bilanciamento di potere non dipendente da un aiuto straniero.
La ripresa di Wiglaf comunque non fu completa. L'influenza di Egbert fu certamente ridotta dopo l'830, ma la Mercia non recuperò mai il controllo delle regioni del sud-est, ad eccezione forse dell'Essex. E la stessa East Anglia rimase indipendente. Sembra che Wulfred, l'arcivescovo di Canterbury al tempo della vittoria di Egbert, fosse rimasto fedele alla Mercia: il suo conio terminò infatti quando iniziò quello di Egbert; e un documento dell'838 certificante che Egbert era d'accordo a restituire alla chiesa alcune proprietà a Canterbury dimostra che egli si era impossessato in precedenza di alcune proprietà della chiesa. Æthelwulf, il figlio di Egbert, fu re del Kent durante il regno del padre, e la sua paura che la Mercia continuasse ad esercitare la propria influenza sul Kent potrebbe essere stata una delle ragioni per cui diede alcune proprietà alla Cattedrale di Canterbury.

### Monetazione e documenti
Le monete risalenti al regno di Wiglaf sono molto poche. Esse possono essere divise in monete con ritratto e monete senza ritratto; e di queste, solo i due tipi senza ritratto potrebbero essere state emesse durante il secondo regno di Wiglaf. A parte queste, non c'è nessun'altra attestazione di emissione di monete in Mercia fino al regno del successore di Wiglaf, Beorhtwulf, che ebbe inizio nell'840. Questo proverebbe che Wiglaf rimase soggetto al dominio di Egbert dopo l'830, sebbene molti storici ritengano che Wiglaf avesse al tempo riconquistato l'indipendenza.
Vari documenti risalenti al regno di Wiglaf sono giunti fino ad oggi: c'erano documenti in cui si concedevano terre a seguaci o ecclesiastici, ed erano firmati dai re, che avevano il potere di concedere le terre. Uno di questi documenti di Wiglaf, che garantiva privilegi al monastero di Hanbury nell'836, non esentava i monaci dall'onere di costruire muraglie, mostrando una certa preoccupazione in tema di difesa. I documenti provenienti dal Wessex non iniziarono a mostrare queste esenzioni fino all'846. Queste clausole sono motivabili con l'incremento della presenza vichinga in Britannia: gli attacchi vichinghi erano cominciati già nel 793, armate vichinghe stazionavano nel Kent sin dall'811, e dall'835 gli attacchi vichinghi avevano preoccupato i re del Wessex.
Il documento dell'836 contiene anche uno dei primi riferimenti alla Trinoda necessitatis, l'insieme dei tre obblighi che i re dell'epoca imponevano ai sudditi. Questi doveri erano la costruzione di residenze reali, l'obbligo di pagare il feorm, o tassa sul cibo, al re, e l'ospitalità ai servi del re. I privilegi garantiti avevano un costo: Wiglaf ed un ealdorman ricevettero interessi su alcune tenute, mentre un altro ealdorman fu pagato seicento scellini inglesi d'oro. Si può forse notare che come in molti altri documenti merciani del IX secolo, questa è una concessione di privilegi invece che di terre: lo storico Beda il Venerabile aveva sostenuto un secolo prima che un'eccessiva concessione di terre ai monasteri stava lasciando i re senza terre da assegnare alla nobiltà, e probabilmente i re merciani stavano rispondendo a questo problema.

### Successione

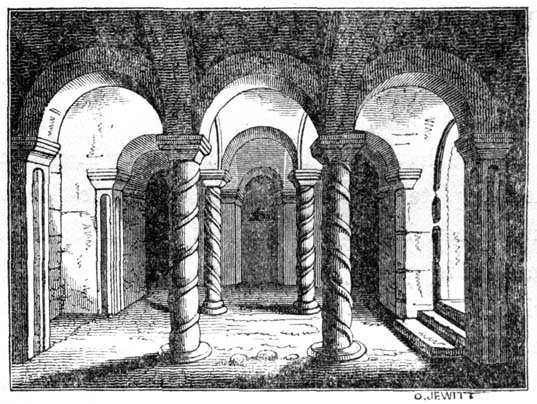
Un'incisione del XIX secolo della cripta a Repton dove fu seppellito Wiglaf.

La data di morte di Wiglaf non è indicata esplicitamente in nessuna delle fonti primarie, ma si può determinare basandosi sulla cronologia dei suoi successori. La Cronaca anglosassone riporta che Bugred fu rovesciato dal trono di Mercia dai Vichinghi nell'874, dopo un regno di ventidue anni, e un documento indica che Burgred ascese al trono nella prima metà dell'852. Una lista reale attribuisce al suo predecessore, Beorhtwulf, un regno di tredici anni, che si concilia con i riferimenti temporali contenuti nei suoi documenti. Dunque sembrerebbe che il regno di Wiglaf fosse finito nell'839. Una tradizione indica la morte di Wigstan all'849, e fa riferimento al padre di Wigstan, Wigmund, figlio di Wiglaf, come ad un re, ma questo è il solo riferimento a Wigmund come re e deve essere letto con cautela. La causa della fine del regno di Beorhtwulf è sconosciuta, ma sembrerebbe che le tensioni dinastiche fossero un elemento costante nella successione al trono di Mercia, a differenza del Wesex, dove Egbert creò una dinastia che sarebbe durata con poche interruzioni sino al IX secolo.
Wiglaf fu seppellito a Repton, in una cripta che sopravvive ancora oggi. La chiesa ivi presente all'epoca fu poirbabilmente costruita da Æthelbald di Mercia per ospitare il mausoleo reale: qui fu infatti seppellito anche Wigstan, nipote di Wiglaf. La volta e le colonne della cripta non sono originali e potrebbero risalire al tempo di Wiglaf piuttosto che a quello di Aethelbald.